# Зораптеры
Зораптеры (лат. Zoraptera, от др.-греч. ζωρο- +ἄπτερος — чисто бескрылый [по ошибке]) — отряд насекомых, включающий единственное семейство Zorotypidae (или два, с учётом выделения в 2020 году новых родов и семейства Spriralizoridae). Один из самых маленьких отрядов тропических насекомых: в настоящее время учёными описано 50 видов, включая 14 ископаемых (Zhang, 2013). Все современные виды продолжительное время относились к единственному роду Zorotypus, до тех пор пока в 1993 году не был выделен монотипический род Usazoros

## Описание
Мелкие насекомые (длина около 3 мм, размах крыльев до 7 мм) с грызущим ротовым аппаратом, с крупной переднегрудью и с короткими, часто асимметричными церками.

## История
Отряд был открыт и впервые описан итальянским энтомологом Ф. Сильвестри в 1913 году. Сильвестри обнаружил только бескрылые формы зораптер и выбрал название отряда, в переводе с древнегреческого означающее «чисто бескрылый». Однако через несколько лет были найдены и крылатые формы.

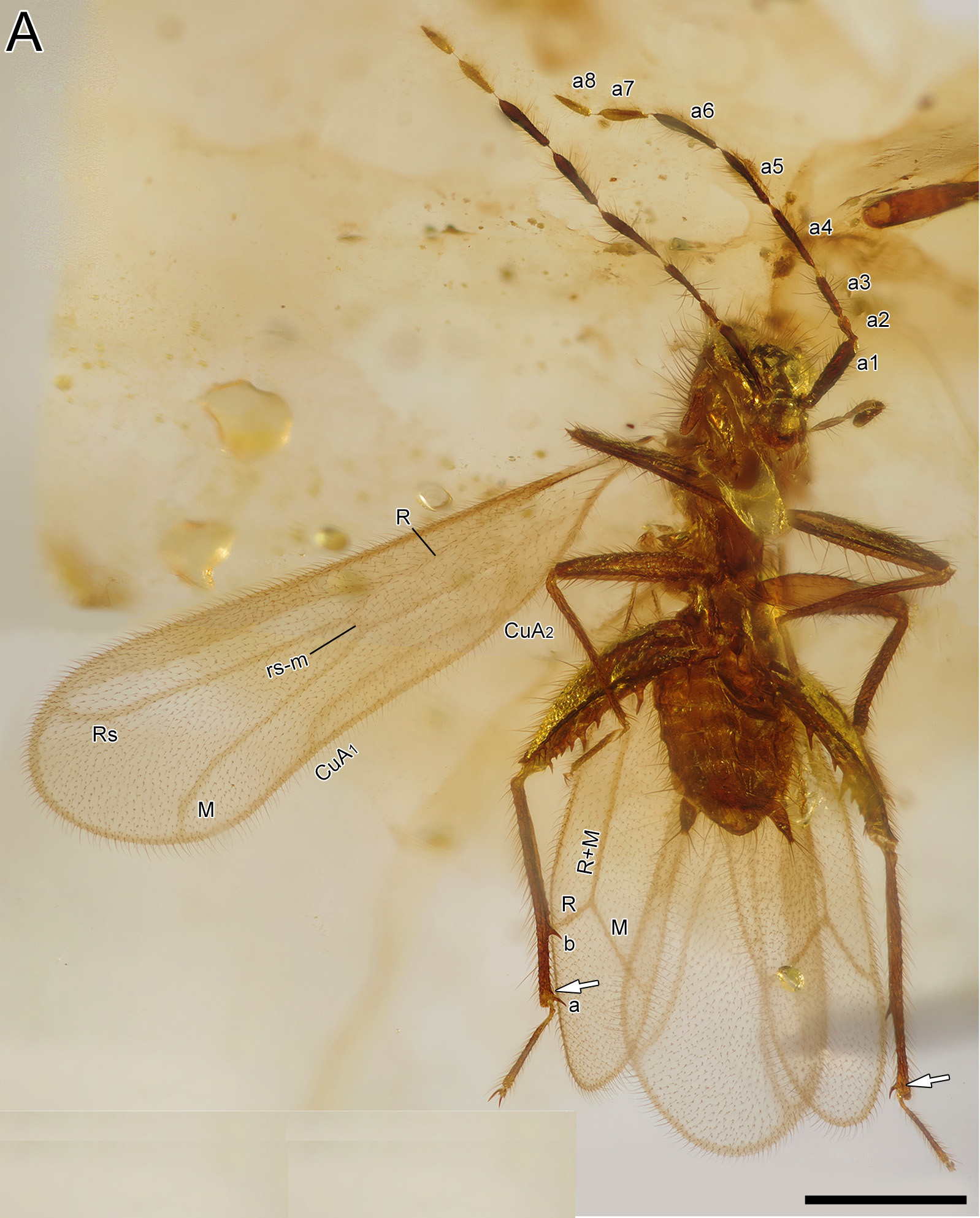
Ископаемая крылатая фома Zorotypus hirsutus в бирманском янтаре (Верхний мел (сеноманский ярус), возраст около 99 миллионов лет)

## Палеонтология
В ископаемом состоянии зораптеры известны из иорданского, бирманского и доминиканского янтарей.

## Биология
Зораптеры питаются спорами и гифами грибов, мертвыми членистоногими, могут также охотиться на ногохвосток, клещей и мелких нематод. Обитают под корой и в мертвой древесине. В отличие от большинства Pterygota, практикующих внутреннее оплодотворение, самцы некоторых видов зораптер прикрепляют сперматофор к брюшку самки.

## Генетика
Число хромосом известно только у одного вида, Zorotypus hubbardi, который был изучен цитогенетически и имеет кариотип половых хромосом XY с диплоидным числом хромосом 38.

## Систематика
Два семейства. В 2020 году были восстановлены роды, выделенные Кукаловой-Пек в 1993 году и описаны новые семейство, подсемейства и роды.
- Семейство Zorotypidae Silvestri, 1913 состоит из двух родов:
  - Подсемейство Zorotypinae Silvestri, 1913
    - Род Usazoros Kukalova-Peck and Peck, 1993
      - Usazoros hubbardi (Caudell, 1918)

    - Род Zorotypus Silvestri, 1913
      - Zorotypus acanthothorax Engel & Grimaldi
      - Zorotypus amazonensis Rafael & Engel
      - Zorotypus barberi Gurney
      - Zorotypus brasiliensis Silvestri
      - Zorotypus buxtoni Karny
      - Zorotypus caudelli Karny
      - Zorotypus ceylonicus Silvestri
      - Zorotypus congensis Ryn-Tournel
      - Zorotypus cramptoni Gurney
      - Zorotypus cretatus Engel & Grimaldi
      - Zorotypus delamarei Paulian
      - Zorotypus goeleti Engel & Grimaldi
      - Zorotypus guineensis Silvestri
      - Zorotypus gurneyi Choe
      - Zorotypus hamiltoni New
      - Zorotypus huxleyi Bolivar & Coronado
      - Zorotypus javanicus Silvestri
      - Zorotypus juninensis Engel
      - Zorotypus lawrencei New
      - Zorotypus leleupi Weidner
      - Zorotypus longicercatus Caudell
      - Zorotypus manni Caudell
      - Zorotypus medoensis Hwang
      - Zorotypus mexicanus Bolivar
      - Zorotypus nascimbenei Engel & Grimaldi
      - Zorotypus neotropicus Silvestri
      - Zorotypus newi (Chao & Chen)
      - Zorotypus philippinensis Gurney
      - Zorotypus shannoni Gurney
      - Zorotypus silvestrii Karny
      - Zorotypus sinensis Hwang
      - Zorotypus snyderi Caudell
      - Zorotypus swezeyi Caudell
      - Zorotypus weidneri New
      - Zorotypus vinsoni Paulian
      - Zorotypus zimmermani Gurney

  - Подсемейство Spermozorinae Kočárek et al., 2020[3]
    - Spermozoros Kočárek et al., 2020[3]
- Семейство Spriralizoridae Kočárek et al., 2020[3]
  - Подсемейство Spiralizorinae Kočárek et al., 2020
    - Spiralizoros Kočárek et al., 2020[3]
    - Scapulizoros Kočárek et al., 2020[3]
    - Cordezoros Kočárek et al., 2020[3]
    - Centrozoros Kukalova-Peck and Peck, 1993
    - Brazilozoros Kukalova-Peck and Peck, 1993

  - Подсемейство Latinozorinae Kočárek et al., 2020
    - Latinozoros Kukalova-Peck and Peck, 1993
- Род † Xenozorotypus Engel & Grimaldi, 2002[9]